# Gran Premi de Malàisia del 2012
El Gran Premi de Malàisia de Fórmula 1 de la temporada 2012 s'ha disputat al circuit de Sepang, del 23 al 25 de març del 2012.

## Resultats
Classificacions extretes de la plana oficial de la F1

## Resultats de la qualificació
| Pos                                    | No | Pilot              | Constructor           | Part 1   | Part 2   | Part 3   | Sortida |
| -------------------------------------- | -- | ------------------ | --------------------- | -------- | -------- | -------- | ------- |
| 1                                      | 4  | Lewis Hamilton     | McLaren-Mercedes      | 1:37.813 | 1:37.106 | 1:36.219 | 1       |
| 2                                      | 3  | Jenson Button      | McLaren-Mercedes      | 1:37.575 | 1:36.928 | 1:36.368 | 2       |
| 3                                      | 7  | Michael Schumacher | Mercedes GP           | 1:37.517 | 1:37.017 | 1:36.391 | 3       |
| 4                                      | 2  | Mark Webber        | Red Bull-Renault      | 1:37.172 | 1:37.375 | 1:36.461 | 4       |
| 5                                      | 9  | Kimi Räikkönen     | Lotus F1 Team-Renault | 1:37.961 | 1:36.715 | 1:36.461 | 101     |
| 6                                      | 1  | Sebastian Vettel   | Red Bull-Renault      | 1:38.102 | 1:37.419 | 1:36.634 | 5       |
| 7                                      | 10 | Romain Grosjean    | Lotus F1 Team-Renault | 1:38.058 | 1:37.338 | 1:36.658 | 6       |
| 8                                      | 8  | Nico Rosberg       | Mercedes GP           | 1:37.696 | 1:36.996 | 1:36.664 | 7       |
| 9                                      | 5  | Fernando Alonso    | Ferrari               | 1:38.151 | 1:37.379 | 1:37.566 | 8       |
| 10                                     | 15 | Sergio Pérez       | Sauber-Ferrari        | 1:37.933 | 1:37.477 | 1:37.698 | 9       |
| 11                                     | 18 | Pastor Maldonado   | Williams-Renault      | 1:37.789 | 1:37.589 |          | 11      |
| 12                                     | 6  | Felipe Massa       | Ferrari               | 1:38.381 | 1:37.731 |          | 12      |
| 13                                     | 19 | Bruno Senna        | Williams-Renault      | 1:38.437 | 1:37.841 |          | 13      |
| 14                                     | 11 | Paul di Resta      | Force India-Mercedes  | 1:38.325 | 1:37.877 |          | 14      |
| 15                                     | 16 | Daniel Ricciardo   | Toro Rosso-Ferrari    | 1:38.419 | 1:37.883 |          | 15      |
| 16                                     | 12 | Nico Hülkenberg    | Force India-Mercedes  | 1:38.303 | 1:37.890 |          | 16      |
| 17                                     | 14 | Kamui Kobayashi    | Sauber-Ferrari        | 1:38.372 | 1:38.069 |          | 17      |
| 18                                     | 17 | Jean-Éric Vergne   | Toro Rosso-Ferrari    | 1:39.077 |          |          | 18      |
| 19                                     | 20 | Heikki Kovalainen  | Caterham-Renault      | 1:39.306 |          |          | 242     |
| 20                                     | 21 | Vitali Petrov      | Caterham-Renault      | 1:39.567 |          |          | 19      |
| 21                                     | 24 | Timo Glock         | Marussia-Cosworth     | 1:40.903 |          |          | 20      |
| 22                                     | 25 | Charles Pic        | Marussia-Cosworth     | 1:41.250 |          |          | 21      |
| 23                                     | 22 | Pedro de la Rosa   | HRT-Cosworth          | 1:42.914 |          |          | 22      |
| 24                                     | 23 | Narain Karthikeyan | HRT-Cosworth          | 1:43.655 |          |          | 23      |
| Temps per la regla del 107% : 1:43.974 |    |                    |                       |          |          |          |         |
| Font:                                  |    |                    |                       |          |          |          |         |

Notes
^1  — Kimi Räikkönen ha estat penalitzat amb 5 posicions a la graella de sortida per substituir la caixa de canvi
^2  — Heikki Kovalainen ha estat penalitzat amb 5 posicions a la graella de sortida per avançar posicions amb el safety car en pista al GP d'Austràlia.

## Resultats de la Cursa
| Pos   | No | Pilot              | Constructor           | Voltes | Temps / Retirada | Pos.Sortida | Punts |
| ----- | -- | ------------------ | --------------------- | ------ | ---------------- | ----------- | ----- |
| 1     | 5  | Fernando Alonso    | Ferrari               | 56     | 2h 44' 51. 812   | 8           | 25    |
| 2     | 15 | Sergio Pérez       | Sauber-Ferrari        | 56     | + 2.263 s        | 9           | 18    |
| 3     | 4  | Lewis Hamilton     | McLaren-Mercedes      | 56     | + 14.591 s       | 1           | 15    |
| 4     | 2  | Mark Webber        | Red Bull-Renault      | 56     | + 17.688 s       | 4           | 12    |
| 5     | 9  | Kimi Räikkönen     | Lotus F1 Team-Renault | 56     | + 29.456 s       | 10          | 10    |
| 6     | 19 | Bruno Senna        | Williams-Renault      | 56     | + 37.667 s       | 13          | 8     |
| 7     | 11 | Paul di Resta      | Force India-Mercedes  | 56     | + 44.412 s       | 14          | 6     |
| 8     | 17 | Jean-Éric Vergne   | Toro Rosso-Ferrari    | 56     | + 46.985 s       | 18          | 4     |
| 9     | 12 | Nico Hülkenberg    | Force India-Mercedes  | 56     | + 47.892 s       | 16          | 2     |
| 10    | 7  | Michael Schumacher | Mercedes GP           | 56     | + 49.996 s       | 3           | 1     |
| 11    | 1  | Sebastian Vettel   | Red Bull-Renault      | 56     | + 1' 15.527 min. | 5           |       |
| 12    | 16 | Daniel Ricciardo   | Toro Rosso-Ferrari    | 56     | + 1' 16.828 min. | 15          |       |
| 13    | 8  | Nico Rosberg       | Mercedes GP           | 56     | + 1' 18.593 min. | 7           |       |
| 14    | 3  | Jenson Button      | McLaren-Mercedes      | 56     | + 1' 19.719 min. | 2           |       |
| 15    | 6  | Felipe Massa       | Ferrari               | 56     | + 1' 37.319 min. | 12          |       |
| 16    | 21 | Vitali Petrov      | Caterham-Renault      | 55     | + 1 Volta        | 19          |       |
| 17    | 24 | Timo Glock         | Marussia-Cosworth     | 55     | + 1 Volta        | 20          |       |
| 18    | 20 | Heikki Kovalainen  | Caterham-Renault      | 55     | + 1 Volta        | 24          |       |
| 19    | 18 | Pastor Maldonado   | Williams-Renault      | 54     | Motor            | 11          |       |
| 20    | 25 | Charles Pic        | Marussia-Cosworth     | 54     | + 2 Voltes       | 21          |       |
| 21    | 22 | Pedro de la Rosa   | HRT-Cosworth          | 54     | + 2 Voltes       | 22          |       |
| 221   | 23 | Narain Karthikeyan | HRT-Cosworth          | 54     | + 2 Voltes       | 23          |       |
| Ret   | 14 | Kamui Kobayashi    | Sauber-Ferrari        | 46     | Frens            | 17          |       |
| Ret   | 10 | Romain Grosjean    | Lotus F1 Team-Renault | 3      | Virolla          | 6           |       |
| Font: |    |                    |                       |        |                  |             |       |

Notes
1. ^1  – Karthikeyan ha estat penalitzat després d'acabar la cursa amb 20 segons pel seu incident amb Sebastian Vettel.[4]

## Classificació del mundial després de la cursa
| Pos | Pilot           | Punts |
| --- | --------------- | ----- |
| 1   | Fernando Alonso | 35    |
| 2   | Lewis Hamilton  | 30    |
| 3   | Jenson Button   | 25    |
| 4   | Mark Webber     | 24    |
| 5   | Sergio Pérez    | 22    |

| Pos | Constructor           | Punts |    |
| --- | --------------------- | ----- | -- |
| 1   | McLaren-Mercedes      | 55    | 0  |
| 2   | Red Bull-Renault      | 42    | 0  |
| 3   | Ferrari               | 35    | +1 |
| 4   | Sauber-Ferrari        | 30    | -1 |
| 5   | Lotus F1 Team-Renault | 16    | 0  |

- Nota: Només s'inclouen els 5 primers de cada classificació. Per veure-la completa aneu a Temporada 2012 de Fórmula 1

## Altres
- Pole: Lewis Hamilton 1' 36. 219

- Volta ràpida: kimi Raikkonen 1' 40. 722 (a la volta 53)